# Automolis heinrichi
Automolis heinrichi là một loài bướm đêm thuộc phân họ Arctiinae, họ Erebidae.